# Municipio de Winfield (Kansas)
El municipio de Winfield (en inglés: Winfield Township) es un municipio ubicado en el condado de Osborne en el estado estadounidense de Kansas. En el año 2010 tenía una población de 21 habitantes y una densidad poblacional de 0,23 personas por km².

## Geografía
El municipio de Winfield se encuentra ubicado en las coordenadas 39°15′51″N 98°39′58″O / 39.26417, -98.66611. Según la Oficina del Censo de los Estados Unidos, el municipio tiene una superficie total de 93.21 km², de la cual 93,02 km² corresponden a tierra firme y (0,19 %) 0,18 km² es agua.

## Demografía
Según el censo de 2010, había 21 personas residiendo en el municipio de Winfield. La densidad de población era de 0,23 hab./km². De los 21 habitantes, el municipio de Winfield estaba compuesto por el 100 % blancos. Del total de la población el 0 % eran hispanos o latinos de cualquier raza.